# 桐生のぼる
桐生 のぼる（きりゅう のぼる）は、元宝塚歌劇団星組娘役。兵庫県出身。若手男役ホープとして活躍した後、娘役に転向した。現在は、神戸市長田区他で、ダンススタジオPETIPA mayumi（プチパ　マユミ）を主催。

## 来歴・人物
1969年、宝塚音楽学校入学。
1971年、同校を卒業し、57期生として宝塚歌劇団に入団。花組公演『花は散る散る／ジョイ!』で初舞台を踏む。宝塚入団時の成績は55人中7位。1972年3月2日に星組に配属。同期生に元花組トップ娘役の北原千琴、専科の汝鳥伶、京三紗、演出家の謝珠栄（芸名は隼あみり）がいる。
1983年8月10日付で結婚のため退団。
1994年、ダンススタジオPETIPA mayumi（プチパ　マユミ）を開設。

## 宝塚歌劇団時代の主な舞台
- 『浮舟と薫の君』- 小君 役（1973年）
- 『ブリガドーン』‐ メグ 役  ※役替わり（1974年）
- 『ベルサイユのばらⅢ』- 王太子 役／新人公演：オスカル 役（1976年）
- 『風と共に去りぬ』- フィル 役／新人公演：スカーレット 役（1977年） 新人公演ヒロイン
- 『恋の冒険者たち』- ビッキー 役（1980年）
- 『響け!わが歌』- 朝霧 役（1980年）
- 『こぶし咲く春』 - 杉野香苗 役（1983年）
- 『オルフェウスの窓』- アルラウネ 役（1983年）